# Levent Arıkdoğan
Mehmet Levent Arıkdoğan (* 23. August 1953 in Mersin) ist ein ehemaliger türkischer Fußballspieler und derzeitiger -trainer.

## Spielerkarriere
Arıkdoğan begann seine Profikarriere im Sommer 1969 beim Erstligisten Mersin İdman Yurdu, dem bekanntesten Verein seiner Heimatstadt Mersin. In dem damals vom Industriellen Mehmet Emin Karamehmet geführten und finanziell unterstützten Verein fand er aufgrund des starken Kaders zwei bis drei Jahre keinen Einsatz in Pflichtspielbegegnungen. Erst im Laufe der Saison 1972/73 fand Arıkdoğan in den Kaderplanungen Beachtung und gab sein Profidebüt in der Erstligapartie vom 12. November 1972 gegen Göztepe Izmir. Nachdem der Mäzen Karamehmet 1974 seine Aktivitäten beim Verein aufgegeben hatte, geriet der Verein aufgrund der ausgebliebenen finanziellen Mittel in Schwierigkeiten und stieg als Tabellenvorletzter in die Türkiye 2. Futbol Ligi, in die zweithöchste türkische Spielklasse, ab. Arıkdoğan blieb nach dem Abstieg im Mannschaftskader und erkämpfte sich schnell einen Stammplatz. Mit seinem Klub erreichte er am Ende der Zweitligasaison 1975/76 die Meisterschaft und damit die Rückkehr in die 1. Lig.
Trotz des Aufstiegs in die 1. Lig wurde Arıkdoğan zur Saison 1976/77 an den Zweitligisten İskenderunspor abgegeben. Für diesen Verein spielte er die nächsten fünf Spielzeiten lang und kehrte im Sommer 1981 zu dem mittlerweile wieder in der 2. Lig spielenden Mersin İY zurück. Bereits in seiner ersten Saison nach der Rückkehr, der Saison 1981/82, wurde er mit seinem Team erneut Zweitligameister und stieg damit in die 1. Lig auf. In diese Liga zurückgekehrt, spielte der Verein über den Großteil der Spielzeit wieder gegen den Abstieg, sorgte gleichzeitig im Türkischen Pokal für eine Überraschung. Im Pokal der Spielzeit 1982/83 erreichte der Verein als Abstiegskandidat das Finale und traf hier auf Fenerbahçe Istanbul. Zwar wurde das Finale mit 0:2 verloren, jedoch wurde mit dem Finaleinzug einer der größten Erfolge der Vereinsgeschichte im Allgemeinen und die beste Platzierung in diesem Wettbewerb im Speziellen erreicht. Arıkdoğan absolvierte in dieser Saison nahezu alle Liga- und Pokalspiele seines Vereins und war damit an diesem Erfolg maßgeblich beteiligt. Der Verein stieg aufgrund des direkten Vergleichs mit Antalyaspor, welches das gleiche Punkt- und das gleiche Torverhältnis besaß, in die 2. Lig ab. Trotz des Abstiegs spielte Arıkdoğan durch die Finalteilnahme als Zweitligist im Europapokal der Pokalsieger. Hier scheiterte die Mannschaft gegen den bulgarischen Erstligisten Spartak Warna. In der Liga wurde die Vizemeisterschaft erreicht und dadurch der direkte Wiederaufstieg in die 1. Lig verfehlt. Arıkdoğan spielte noch bis zum Sommer 1989 für Mersin İY und beendete dann seine Karriere.

## Trainerkarriere
Arıkdoğan begann seine Trainerkarriere 1990 mit einer Cheftrainertätigkeit beim Drittligisten Tarsus İdman Yurdu. Diesen Klub führte er zum Saisonende zur Drittligameisterschaft und damit zur Rückkehr in die 2. Lig. Trotz dieses Aufstiegs arbeitete er die nächsten zwei Jahre als Co-Trainer.
Nachdem er die Saison 1993/94 den Drittligisten Gönenspor als Cheftrainer betreut hatte, arbeitete er ab dem Sommer 1994 bei Mersin İdman Yurdu als Co-Trainer und anschließend ab dem Sommer 1995 als Cheftrainer. Später arbeitete er bei diversen Vereinen der unteren türkischen Ligen.
Im Sommer 2016 wurde er zum vierten Mal in seiner Laufbahn als Cheftrainer bei Mersin İdman Yurdu eingestellt und im Oktober 2016 wieder entlassen.

## Erfolge

### Als Spieler
Mit Mersin İdman Yurdu
- Meister der TFF 1. Lig und Aufstieg in die Süper Lig: 1975/76, 1981/82.
- Türkischer Pokalfinalist: 1982/83

### Als Trainer
Mit Tarsus İdman Yurdu
- Meister der TFF 2. Lig und Aufstieg in die TFF 1. Lig: 1990/91